# Helga von Brauchitsch
Helga von Brauchitsch (Aquisgrana, 27 ottobre 1936 – Francoforte sul Meno, 7 settembre 2023) è stata una fotografa tedesca.

## Biografia
Helga von Brauchitsch iniziò la scuola nella sua città natale di Aquisgrana nel 1942, ma fu evacuata con la sua famiglia in Turingia a Arnstadt nel 1944-1945. Nel 1954 terminò la scuola media e iniziò l'apprendistato commerciale, ma, come lei stessa ha descritto, non piaceva perché aveva la necessità di trovare un'attività creativa. Nel 1955 iniziò la formazione come fotografa con Ann Bredol-Lepper che completò nel 1959. Si spostò quindi in Svizzera per due anni, prima a Stans presso Photohaus Polster, poi a Berna presso Atelier Meyer-Henn.
Dal 1962 si recò a Francoforte sul Meno per continuare lo studio del compianto Ewald Hoinki, ma presto passò al Gärtner Typo-Studio e nel 1964 al reparto pubblicità di Klimsch & Co. 
Nel 1963 sposò Victor von Brauchitsch, nato nel 1940 a Berlino, e nello stesso anno nacque il figlio Boris. Il padre discende da una antica famiglia nobile prussiana della Slesia documentata a partire dal XIII secolo. Dal 1969 ha gestito uno studio con il marito a Francoforte come fotografa freelance. La coppia vive a Bad Vilbel dal 1993.
Nel 1988 espone alla mostra internazionale L'immagine delle donne a Siena presso Palazzo San Galgano, Facoltà di Lettere dell'Università, cui partecipano fotografe quali Adriana Argalia, Katalin Baricz, Eva Besnyö, Elisabetta Catamo, Carla Cerati, Maryvonne Gilotte, Halina Holas-Idziak, Vera Isler-Leiner, Edith Lechtape, Zofia Rydet, Helen Sager, Leena Saraste, Giuliana Traverso.

## Caratteristiche di lavoro
Helga von Brauchitsch fotografa principalmente in bianco e nero. Nelle sue immagini compaiono finestre, porte e riflessi che aprono intuizioni e prospettive e conferiscono ai motivi un'apparente multidimensionalità. La sua fotografia non è documentaria. 
Le persone sono in gran parte escluse nelle sue fotografie. 
Ha lavorato solo sporadicamente come ritrattista negli anni '60 e '70, ma ha creato una serie di suggestivi ritratti di foglie secche, che ha presentato su uno sfondo monocromatico come i classici ritratti in studio..

## Mostre
- 1958 Jugend photographiert, Internationale Photokina-Ausstellung, Köln
- 1984 Fotogalerie, Heinsberg
- 1984 Fotogalerie Gaiser, Weißenhorn
- 1988 L'immagine delle donne, Palazzo S. Galgano (Università di Siena), Siena
- 1989 Der beobachtete Beobachter, Kunstverein Mannheim
- 1996 Divertimento, GAFF, Galerie für Fotografie, Rotenburg
- 1996 Von oben herab, Josef-Albers-Museum, Quadrat Bottrop
- 2001 Kairos, Galerie im Kulturzentrum Alte Mühle, Bad Vilbel
- 2003 Remisengalerie im Schloss Philippsruhe, Hanau
- 2004 Schattenjäger, Haus der Fotografie, Hannover
- 2004 El espacio vacio – der leere Raum, Casa de la Cultura, Arrecife
- 2006 Schattenfänger, Kunstverein Alsdorf
- 2010 Dreimal von Brauchitsch. Macht Fotografie glücklich? Fotomuseum Leipzig
- 2016 Fotografie #3, Kunstverein Bad Nauheim

## Pubblicazioni (selezione)
principalmente assieme al marito
- Daglüah, Gleia, Glülala (Künstlerbuch, Grafik und Umschlag: Helmut Putzbach), Hamburg 1965
- Fünf Jahreszeiten, Frankfurt am Main 1981
- Auf leisen Pfoten, Freiburg 1984
- Winter, Würzburg 1986
- Spiegelungen, Freiburg 1987
- Zum Gedenken. Grabmale in Frankfurt am Main, Frankfurt am Main 1988
- Eigenwillige Persönlichkeiten, Hamm 1989
- Engel, Kiel 1990
- Katzen wie Du und Ich, Hamm 1992
- Supplementi a colore, Rotenburg 1992
- Treppen. Distanz und Verbindung, Hamm 1996
- Kairos, Bad Vilbel 2001
- Portfolio, Edition Galerie Moosgasse, Kempen 2003
- Sichtweite, Heidelberg 2009